# Battle of the Garages, Vol. 3
Battle of the Garages, Vol. 3 è il terzo album della omonima collana discografica, pubblicato negli USA nel 1984 dalla Voxx Records.

## Tracce
Lato A
1. Zebra Stripes – Intro '66 – 1:55 (Lee Joseph)
2. Thee Fourgiven – Yeah! – 2:55 (The Alarm Clocks)
3. The Gravedigger V – Spooky – 2:50 (Ted Friedman)
4. The Mutts – Anxious Color – 2:10 (Jack O'Neill, Jerry Turano) – Cover di un brano dei The Painted Faces
5. The Untold Fables – I Try – 2:27 (Lou Grillo)
6. The Mystery Machine – She's Not Mine – 2:52 (Carl Rusk)
7. The Tell-Tale Hearts – My World Is Upside Down – 2:43 (Beaulier, Amero)
8. The Pandoras – Melvin – 2:20 (Morrison)
9. The Tories – Shout – 4:15

Lato B
1. Hidden Peace – Summer of Love – 2:15 (Paul S. Halbe)
2. The Eyes of Mind – Drama, Drama – 3:32
3. The Things – Trip to My House – 4:25
4. The Young Lords – Tearing Up My Heart – 2:25
5. SS 20 – No Matter What – 2:30 (Arthur Taylor Lee)
6. Lee Joseph – Going Out of My Mind – 3:50
7. Electric Peace – I Think I'll Die – 5:40 (Brian Kild)